# Donald Pretty
Donald Wayne Pretty, född 11 juni 1936, är en kanadensisk före detta roddare.
Pretty blev olympisk silvermedaljör i åtta med styrman vid sommarspelen 1956 i Melbourne.